# Sturnira erythromos
Sturnira erythromos — вид родини листконосові (Phyllostomidae), ссавець ряду лиликоподібні (Vespertilioniformes, seu Chiroptera).

## Середовище проживання
Країни проживання: Аргентина; Болівія, Колумбія; Еквадор, Перу, Венесуела. Знайдені в лісах до висоти 1300 м.

## Звички
Плодоїдний. 

## Загрози та охорона
Ніяких серйозних загроз по всьому ареалу. Кажани вище 800 м більш захищені.